# Puig Ferrer (Forallac)
El Puig Ferrer és una muntanya de 245 metres que es troba al municipi de Forallac, a la comarca catalana del Baix Empordà.